# Prototip digital
Un prototip digital dona el disseny conceptual que permet a departaments d'enginyeria, fabricació i màrqueting la possibilitat d'explorar virtualment un producte complet abans que sigui construït. Els  dissenyadors industrials, els fabricants, i els  enginyers utilitzen els prototips digitals per dissenyar, iterar, optimitzar, validar, i visualitzar els seus productes digitalment durant tot el procés del desenvolupament del producte. Els venedors també utilitzen prototips digitals per a crear representacions fotorrealistes i animacions dels productes abans de la fabricació. Les empreses solen adoptar els prototips digitals amb l'objectiu de millorar la comunicació entre els interessats o participants en el desenvolupament del producte, com també per aconseguir un llançament del producte al mercat més ràpidament, i facilitar la innovació de nous productes.